# Rolf-Hermann Geller

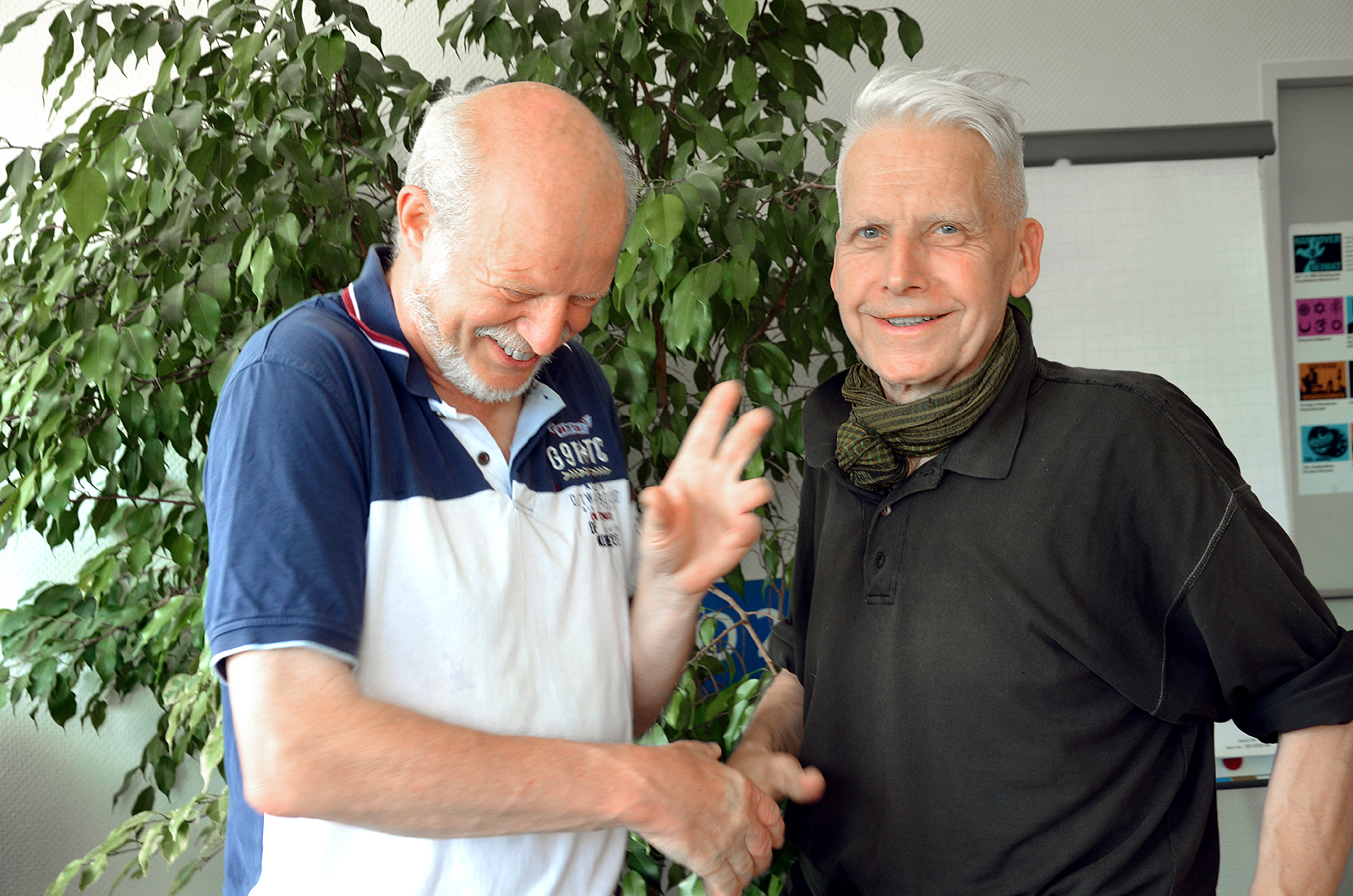
Rolf-Hermann Geller (rechts) mit Claus-Peter Enders, im Juni 2016

Rolf-Hermann Geller, auch: Rolf-H. Geller und Rolf-Hermann Geller S. F. (* 14. Mai 1945 in Hannover) ist ein deutscher Künstler, Maler und Grafiker sowie Professor für Visuelle Kommunikation und Ästhetik.

## Leben
Rolf-Hermann Geller wurde im letzten Jahr des Zweiten Weltkrieges in der Güntherstraße im hannoverschen Stadtteil Waldhausen geboren als Enkel mütterlicherseits des Komponisten und Kapellmeisters Hermann Ritzau. Gellers Vater war als Richter in Nienburg an der Weser tätig, wo Geller dann sein erstes Lebensjahrzehnt verbrachte. Seine „[…] einzige Freude“ in dieser Zeit waren die gemeinsam mit seiner Mutter unternommenen Besuche in Hannover, wo Geller, der seit seinem vierten Lebensjahr nahezu ständig zeichnete, die großen in der Gemäldegalerie des Landesmuseums ausgestellten Werke abzeichnete. An der Seite seiner Mutter besuchte Geller bereits als Kind das hannoversche Opernhaus, wurde künstlerisch aber insbesondere durch seinen komponierenden und Partituren als Zeichnung entwerfenden Großvater beeinflusst, der ein „[…] gesellschaftlich groß geführten Haus mit Sängern, Musikern und bildenden Künstlern“. Dort erlebte Geller „[…] festliche Abende, ordensgeschmückte Abendgarderoben, schöne Frauen“, entwickelte sich sein eigener Drang nach einer ästhetisch wie sinnlich aufgeladenen Welt.
Seine erste Ausbildung durchlief Geller an der hannoverschen Werkkunstschule, die damals im Künstlerhaus ihren Sitz hatte. Schon in dieser Zeit erhielt er erste Auszeichnungen, genoss seine bald ein Jahr lang im Café Kröpcke aufgehängte, fast 2 Meter große Zeichnung einer Kaffeetasse.
Nach seinem Abschluss als Grafikdesigner machte sich Rolf-Hermann Geller als Grafiker selbständig, arbeitete zeitweilig als Art Director in einer Werbeagentur. Sein anschließendes Studium der Fächer Kunstpädagogik, Kunstgeschichte und Philosophie führten ihn nach Stuttgart an die dortige Akademie der Bildenden Künste, nach Braunschweig an die dortige Hochschule für Bildende Künste und in die Malklasse unter Peter Voigt sowie an die Braunschweiger Technische Universität. Schließlich promovierte Geller 1982 an der Universität Bremen zum Thema Zur proletarisch-pädagogischen Kulturarbeit, aufgezeigt an der Ikonographie der Kunst der Arbeiterkulturbewegung und den historischen Entwicklung- und Erscheinungsformen der Kunst, Erziehung und Arbeiterbildung.
Ab 1983 wirkte Rolf-Hermann Geller als Oberrat an der Universität Kiel, beschickte parallel dazu jedoch Kunstausstellungen mit eigenen bildnerischen Werken unter anderem in Braunschweig, Kiel, Hannover, Berlin, Hamburg, New York oder beispielsweise in San Francisco.
Knapp ein Jahrzehnt nach seiner Anstellung in Kiel wurde Geller 1992 zum Professor an die Hochschule Neubrandenburg berufen.
Rolf-Hermann Geller schuf zahlreiche Publikationen insbesondere zu kunsttheoretischen Themen sowie bildnerischen und multiplen Darstellungsverfahren. Schwerpunkte seiner Forschungen „[…] sind performative Verfahren in Didaktik und Lehre sowie zur Schrift- und Schreibästhetik“. Daneben entwickelte er eine rege Vortragstätigkeit, so etwa im Treffpunkt Ästhetik.
Vielfach plädierte Geller für die Erhaltung von Schönheit und Bildung. So äußerte er sich beispielsweise zur Novellierung des Hochschulrahmengesetzes in einem Leserbrief im April 2009 an das Magazin Der Spiegel:

„Während das Humboldtsche Bildungskonzept bis zum Verschwinden diskreditiert wird, ist mit der bachelorisierten Schmal- und Schnellspurausbildung zeitgleich das Gebäude der Forschungs- und Wissenschaftsfreiheit zum Grab des Geistes geworden. Nun braucht man sich nicht wundern, wenn der Stern der wissenschaftlichen Erlösung über keiner hochqualifizierten Forscherkapazität mehr leuchtet, was ja mittels Unterfinanzierung das Ziel der Politiker ist.“

Während er – gemeinsam mit anderen – den Abriss der „Tränenburg“ nicht aufhalten konnte, verhinderte sein Engagement zumindest für den Erhalt des historischen Bildes der Güntherstraße, seiner Geburtsstätte, den Bau eines modernen Chemie-Verwaltungsgebäudes, in Gellers Worten als „nichtssagende“ kubische Glasarchitektur.
Geller ist Mitglied des Hannoverschen Künstlervereins, engagiert sich für den ständigen Sitz des traditionsreichen Vereins im Künstlerhaus ebenso wie für den Verbleib der Skulptur Bogenschütze vor dem Neuen Rathaus der niedersächsischen Landeshauptstadt.

## Werke (Auswahl)

### Schriften
- … „Die politische Zeichnung der Laien“. Arbeiterzeichner der KPD im Zeitabschnitt der Weimarer Republik. Ausserkünstlerische Bedingungen und ikonographische Merkmale. Eine Untersuchung. Bock und Herchen, Bad Honnef 1984, ISBN 3-88347-123-2; Inhaltsverzeichnis
- Rolf-Hermann S. F. Geller: Spritzers Stift. Ficktum brutum der Kunst (= Edition Delta Tau / Kunst, Bd. 1). Erstausgabe. Materialis, Ed. Delta Tau, Frankfurt am Main 1996, ISBN 3-88535-176-5.
- mit Hans-Werner Klusemann (Hrsg.) et al.: „Vom Teddybär zum Tamagotchi …?“ Kindheit im Wandel (= Schriftenreihe der Fachhochschule Neubrandenburg / Reihe C / Fachbereich Soziale Arbeit und Gesundheit, Bd. 14). Neubrandenburg: Rektor der Fachhochschule Neubrandenburg, Neubrandenburg 1999, ISBN 3-932227-28-X. (Dieses Buch entstand im Anschluss an eine gleichnamige Ausstellung, die vom 15. Oktober bis 13. Dezember 1998 an der Fachhochschule Neubrandenburg gezeigt wurde.)
- Praktische Ästhetik und didaktische Grundlegung in der Ausbildung des „nachschaffenden“ Künstlers. Die angewandte Zeichnung als Dokument der Kunstgewerbeschulgeschichte 1850–1920. Eine Untersuchung (= Schriftenreihe der Fachhochschule Neubrandenburg, Reihe F, Allgemeine Schriften, Bd. 4). Hrsg.: Rektor der Fachhochschule Neubrandenburg. Redaktion: Referat für Öffentlichkeitsarbeit, Forschungsangelegenheiten und Wissenstransfer an der Fachhochschule Neubrandenburg Rektor der Fachhochschule Neubrandenburg, Neubrandenburg 2001, ISBN 3-932227-43-3.
- Man Ray – parallelismi formali im Horizont der Designästhetik. Die Geschichte der Fotografie in Parallelen (= Schriftenreihe der Fachhochschule Neubrandenburg / Reihe F, Allgemeine Schriften, Bd. 8). Rektor der Fachhochschule Neubrandenburg, Neubrandenburg 2004, ISBN 3-932227-65-4.

### Bildende Kunst
- Ölgemälde mit dem Porträt von Gottfried Wilhelm Leibniz, als Schenkung der Neustädter Hof- und Stadtkirche St. Johannis überlassen,[2] wo sich die Grabstätte des Universalgelehrten befindet[6]
- Logo des Festivals der Philosophie, unentgeltlich hierzu zur Verfügung gestellt.[2]
- verschiedene Porträts von Zeitgenossen Gellers[2]